# جزیره پاسکالی (فیلم)
جزیره پاسکالی (به انگلیسی: Pascali's Island) فیلمی محصول سال ۱۹۸۸ و به کارگردانی جیمز دیردین است. در این فیلم بازیگرانی همچون بن کینگزلی، چارلز دنس، هلن میرن، گئورگ مالیکیان، ندیم صوالحه، استفان گریف، ورنن دابچف، شیلا آلن و تی. پی. مک‌کنا ایفای نقش کرده‌اند.